# Bengaluru International Airport
Bengaluru International Airport (tidl. Bangalore International Airport), officielt Kempegowda International Airport, er en international lufthavn 40 km nord for Bengaluru (tidl. Bangalore), hovedstaden i den indiske delstat Karnataka. 
Lufthavnen, der ligger ved den lille by Devanahalli, blev taget i brug den 23. maj 2008, hvorefter den overtog såvel indenrigs- som udenrigsflyvning fra den ældre lufthavn HAL Bangalore International Airport, som ligger i udkanten af storbyen Bangalore, men som nu udelukkende fungerer ved testflyvninger samt som militær lufthavn. 
Den nye lufthavn har 2 landings- og startbaner. 